# جوزيف جابلونسكي
جوزيف جابلونسكي

## حياته
ولد عام 1927 في الولايات المتحدة الأمريكية.
حصل جوزيف على شهادة البكالوريوس في الهندسة الميكانيكية من جامعة نيو مكسيكو في الولايات المتحدة الأمريكية.
وهو متحدث، ومدرب، ومستشار، ومتخصص في تصميم وتنفيذ إدارة نظم الجودة الشاملة (TQM) وتطبيق مفاهيم إدارة الجودة الشاملة.
خدم عملاء المنظمات الخاصة والقطاع العام من مختلف الأحجام في جميع أنحاء الولايات المتحدة الأمريكية وكندا.

وقد استفاد من عمله طائفة واسعة من الشركات، بما في ذلك الرعاية الصحية والخدمات المهنية، والهندسة المعمارية، والبناء، والجهات الحكومة، والتعدين، والتوزيع، والبحث والتطوير، وغيرها.

## فلسفته للجودة
شكل تعاوني لأداء الأعمال يعتمد على القدرات المشتركة لكل من الإدارة والعاملين، بهدف تحسين الجودة وزيادة الإنتاجية بصفة مستمرة من خلال فريق للعمل ويؤدي تطبيقها إلى تقليل العمليات الإدارية والمكتبية، وتبسيط النماذج، وتقليل شكاوي العملاء، والاهتمام بقضايا أخرى بالغة الأهمية كالالتزام الإداري وتفادي مقاومة التغيير.

## أبرز مؤلفاته
هو صاحب شريط الكاسيت المسمى «تحقيق الجودة الخدمية الشاملة» التي نشرها المعهد الدولي للبحوث في نيويورك في الولايات المتحدة الأمريكية.
وله كتاب بعنوان «إدارة الجودة الشاملة».

## أهم الأفكار والنماذج
وضع جابلونسكي مراحل لتطبيق الجودة الشاملة، وهي:
المرحلة الصفرية: «مرحلة الإعداد» وفيها تتحدد الأهداف والمصطلحات التي يجب
الاجتماع عليها.
المرحلة الأولى: «التخطيط» وفيها يتم وضع الخطط التفصيلية والتصديق عليها وتوفير الموارد اللازمة.
المرحلة الثانية: «التقدير والتقويم» وتشتمل على:
1- التقويم الذاتي،         2- التقدير التنظيمي.
3- المسح الشامل،         4-التغذية العكسية المكتسبة
المرحلة الثالثة: «التنفيذ» وفيها يتم اختيار المنفذين وتدريبهم.
المرحلة الرابعة: تبادل ونشر الخبرات وفيها يتم استثمار الخبرات والنجاحات التي تحققت.

## التأثر والتشابه
يتشابه كروسبى مع جابلونسكي في كونهما يركزان على النتائج النهائية التي يمكن تحقيقها من خلال إدارة الجودة الشاملة.